# Puits de potentiel
Pour les articles homonymes, voir Puits.
 (mars 2006).

Puits de potentiel unidimensionnel

En Mécanique newtonienne, un puits de potentiel désigne le voisinage d'un minimum local d'énergie potentielle.

## Étude mathématique
Soit une courbe plane, située dans un plan vertical, en forme de cuvette. Un point matériel, de masse m, s'y meut, en glissant sans frottement. La conservation de l'énergie donne, en prenant l'abscisse curviligne s(t) comme inconnue, l'équation du mouvement de ce point :
Par dérivation par rapport à s, on obtient une équation différentielle de Newton du second ordre :
De la première équation, on tire la vitesse {\displaystyle v(s)={\dot {s}}=\pm {\sqrt {2g(H-h(s))}}}
Ce qui ramène à l'étude d'un diagramme horaire. Dans cet article, le cas simple (dit de Torricelli) de {\displaystyle h(s)=|s|} y est étudié.
Il arrive que l'on considère en physique une équation similaire : le mouvement d'un point matériel sur un axe x'Ox, sous l'action d'une force F(x) :
On appelle énergie potentielle V(x), l'opposée de la primitive de F(x). La conservation de l'énergie donne le même type d'équation de celle du mouvement du point. On dit alors que la particule est confinée dans un puits de potentiel, sur l'intervalle [a, b], où a et b sont deux zéros contigus de V(x) = E.

## Cuvette symétrique
Soit l'origine O, au fond de la cuvette, sans restriction de généralité. Soit A le point d'abscisse s = a telle que h(a) = H.
Le mouvement se décrit bien qualitativement : la vitesse, maximale en O, ne cesse de décroître jusqu'à l'arrivée en A, au temps t1. Puis la particule rétrograde selon le même mouvement, et arrive en O, avec la vitesse opposée. Elle décrit alors l'autre bord de la cuvette, symétriquement, jusqu'au point symétrique A' et revient : le mouvement est périodique de période T = 4 t1. La méthode du diagramme horaire s'applique bien à ce cas qui peut donc s'expliquer et s'expérimenter sans de hautes mathématiques ; on peut ainsi tracer T(H).
Exemple historiquela cycloïde de Huygens (1659)
Huygens trouve quelle doit être la forme de la courbe pour que les oscillations soient isochrones : il faut une cuvette qui se relève plus vite que le cercle osculateur en O, de rayon R ; il trouve que la cycloïde convient. Alors {\displaystyle T(H)=cste=T_{o}=2\pi {\sqrt {R/g}}}.
Quelques cas de cuvettes symétriques
Dans le tableau suivant, {\displaystyle K(k)} désigne la fonction elliptique de première espèce.
| Type de cuvette   | Profil                                                | Trajectoire                                                                                            | Période |
| ----------------- | ----------------------------------------------------- | --- | --- |
| Soliton           | {\displaystyle U(x)=-{\dfrac {g^{2}}{\cosh ^{2}(x)}}} | {\displaystyle x(t)=\arg \operatorname {sh} \left[-{\dfrac {\sqrt {g^{2}+E}}{E}}\sin(\omega t)\right]} | {\displaystyle T(E)=\pi {\sqrt {-{\dfrac {2}{E}}}}}                                                                          |
| Soliton modifiée  | {\displaystyle U(x)={\dfrac {g^{2}}{\sin ^{2}(x)}}}   | {\displaystyle x(t)=\arg \cos \left({\sqrt {1-{\dfrac {g^{2}}{E}}}}\cos(\omega t)\right)}              | {\displaystyle T(E)=\pi {\sqrt {\dfrac {2}{E}}}}                                                                             |
| Cuvette de Jacobi | {\displaystyle U(x)={\dfrac {g^{2}}{\sinh(x,k)}}}     | | {\displaystyle T={\dfrac {4}{\sqrt {2(E-g^{2}k^{2})}}}K(k'')} avec {\displaystyle k''=k^{2}{\dfrac {E-g^{2}}{E-g^{2}k^{2}}}} |
| Cuvelle chaînette | {\displaystyle U(x)=g^{2}\cosh(2x)}                   | | {\displaystyle T={\dfrac {4}{\sqrt {E+g^{2}}}}K(k)} , avec {\displaystyle k^{2}={\dfrac {E-g^{2}}{E+g^{2}}}}                 |

Remarque : par symétrie de Corinne, à ces cuvettes correspondent des barrières de potentiel, dont on peut évaluer en mécanique quantique l'effet tunnel ; c'est une des raisons de trouver un maximum d'exemples pour pouvoir interpréter nombre d'expériences.

## Taux d'harmoniques
L'oscillation n'est pas en général harmonique. Il est usuel de poser :
Ainsi :
La fonction N(s) (en hertz) étant généralement bornée, alors le temps est également borné : N1 < N < N2, alors T2 < T(H) < T1.
- Le cas du pendule cycloïdal, vu dans le paragraphe précédent, est le plus facile, car N(s)= cste = N0, donc T(H)= cste= T0.

- Le cas du pendule simple, beaucoup plus difficile à analyser, est assez banal (on dit générique) : si la cuvette présente un sommet arrondi concave, de hauteur {\displaystyle H_{\max }}, alors usuellement T(H) tend vers l'infini logarithmiquement quand H tend vers {\displaystyle H_{\max }}. Cet effet de ralentissement est appelé effet Ramsauer en physique nucléaire et a son correspondant en mécanique quantique. Il ressemble beaucoup à l'effet « soliton » :

soit la décomposition en série de Fourier de s(t) : {\displaystyle s(t)=\sum _{n}b_{n}\cos \left[{\frac {2\pi nt}{T(H)}}\right]},
le taux d'harmoniques est pratiquement non décroissant jusqu'à une valeur {\displaystyle \aleph _{0}(H)}, puis s'écroule exponentiellement (donc très vite), dès que n > {\displaystyle \aleph _{0}(H)} : cela est essentiellement dû au caractère indéfiniment dérivable de s(t), c’est-à-dire à la "régularité" de la cuvette (cf Appell, mécanique, 1915).
- Il faut préciser, néanmoins, qu'il ne faudrait pas croire que l'anharmonicité soit toujours due à ce mécanisme de ralentissement T(H) ; on connaît des cas de cuvettes (non-symétriques) où T(H) = cste = To, mais où l'anharmonicité devient très grande. Dans ce cas, la fonction périodique s(t) ressemble alors à de la houle très pointue. À titre d'exemple {\displaystyle V(x)=x-{\sqrt {x}}}, étudié en physique des plasmas.

- Enfin, il reste les cas où V(x) présente des singularités : le cas évident est celui d'une particule simplement bloquée entre deux murs réflecteurs : |x|<a

Alors on a évidemment la vitesse v(x) constante (au signe près), égale à {\displaystyle {\sqrt {2E/m}}} et la période {\displaystyle T(E)=2a{\sqrt {2E/m}}}. L'analyse de Fourier de s(t), qui est une Fonction triangulaire, donne des coefficients qui décroissent comme 1/n2 et non pas exponentiellement.
- D'autres types de puits de potentiel plus complexes existent (on pensera à {\displaystyle \exp(-x^{2})x^{10}(x-a)^{2}\sin(a^{2}/(x-a)^{2})}, où le nombre de racines de V'(x) augmente indéfiniment quand x tend vers a).

Ces problèmes à plusieurs "fenêtres de sortie" donneront du mal à être quantifiés en mécanique quantique : c'est le problème des barrières de potentiel double, voire triple en radio-activité.

## Détermination de la hauteur grâce à l'observation de la période
Cela s'appelle résoudre un problème inverse.
Landau et Lifschitz (mécanique, ed Mir) traitent ce problème difficile.
La notion mathématique qui s'applique bien ici est la notion de dérivée fractionnaire d'ordre 1/2, dite d'Abel. En fait c'est la fonction réciproque s(h) que l'on détermine {on a déjà vu dans le cas du pendule simple que h (et non s) est la bonne fonction inconnue, et alors on en déduit s(h(t))} : la formule est :
dont on vérifie immédiatement l'homogénéité {\displaystyle s={\sqrt {gH_{0}}}T_{0}}.

### Quelques vérifications de cas connus
- la cuvette de Torricelli (cf diagramme horaire) avec {\displaystyle T=4\cdot {\sqrt {\dfrac {2H}{g\sin \alpha }}}} : {\displaystyle s={\dfrac {h}{\sin \alpha }}}.
- la cycloïde isochrone : s(h) telle que {\displaystyle s^{2}(h)=16ah}
- et aussi toutes les cuvettes de potentiel en {\displaystyle V(x)=x^{k}}, qui satisfont automatiquement au théorème du viriel, dont
  - le mouvement de Kepler : {\displaystyle T^{2}=a^{3}=-{\dfrac {1}{E^{3}}}} , qui donne bien {\displaystyle U\sim {\dfrac {-1}{|s|}}}.
  - si on rajoute la barrière centrifuge, la cuvette est non symétrique, mais le raisonnement (adapté) donne bien, quel que soit le moment cinétique, le résultat, {\displaystyle U\sim {\dfrac {-1}{r}}}.
- la cuvette {\displaystyle h=H_{0}\tan ^{2}({\dfrac {s}{a}})} qui donne : {\displaystyle gT^{2}={\dfrac {4\pi ^{2}a^{2}}{(Ho+H)}}}.

## Cuvettes non symétriques
Il suffit de remarquer avec Newton que seule importe la section du puits de potentiel V(x) par la droite d'énergie E. On se ramène alors, "à la Cavalieri", à un puits de potentiel symétrique.
Sont de ce type :
- le potentiel (1-2) dit de Newton radial : {\displaystyle {\dfrac {-g^{2}}{x}}+{\dfrac {h^{2}}{x^{2}}}};
- le potentiel harmonique : {\displaystyle g^{2}x^{2}+{\dfrac {h^{2}}{x^{2}}}};
- le potentiel de Lenard-Jones (6-12) ;
- le potentiel interatomique dans une molécule diatomique, dit de Morse : {\displaystyle U(x)=g^{2}(2\mathrm {e} ^{x}+\mathrm {e} ^{-2x}-3)}
- le potentiel nucléaire : {\displaystyle U(x)={\dfrac {g^{2}}{\sinh ^{2}(x)}}-{\dfrac {h^{2}}{\cosh ^{2}(x)}}}
- Remarque : {\displaystyle U(x)=-g^{2}x^{4}} amène la particule à l'infini en un temps fini ; c'est donc assez irréaliste d'avoir de telles forces répulsives.

### Remarque: supersymétrie
Les potentiels précités résultent d'une sorte de factorisation, déjà remarquée par Schrödinger en 1940, et puis retrouvée par Ingold et bien d'autres, pour des besoins différents.
L'oscillateur harmonique radial et l'atome de Rutherford en font partie.

## Formule de perturbation
Très souvent en physique, le puits de potentiel est légèrement perturbé par l'adjonction d'un paramètre que l'on peut contrôler (champ magnétique : effet Zeeman classique ; champ électrique : effet Stark classique, etc.). Il est alors intéressant de savoir quelle est la nouvelle période T(H).
- Soit le mouvement non perturbé s(t,H), de période T(H). Dans le plan de phase, l'orbite fermée, d'énergie H est décrite dans le sens rétrograde avec la période T(H) en enserrant une aire I(H) (en joules secondes, J s), appelée l'action I(H). Un résultat classique de mécanique hamiltonienne est T(H) = dI/dH.
- Soit le nouveau potentiel V(x) + k·V1(x), où k est un réel sans dimension très petit.
- Soit k·I1(H) la petite action (en J s) = T(H)·[moyenne temporelle de k·V1(x)].
- La variation de période T1(H) est :

- Si on veut le deuxième ordre, en {\displaystyle k^{2}}, il faudra rajouter :

Application : la formule de Borda du pendule simple est retrouvée :
En effet, les calculs montrent que {\displaystyle T_{1}=T_{o}\cdot (1+{\frac {\theta _{o}^{2}}{16}})}
On trouve aussi les formules du ressort mou ou du ressort dur. On pourra aussi tester les développements limités des formules exactes des puits de potentiel précédents.